# Cao Chun
Cao Chun (chinesisch 曹純 / 曹纯, Pinyin Cáo Chún, W.-G. Ts'ao Ch'un; Zì 子和,  Zihé,  Tzu-he; * 170; † 210) war ein Kavalleriegeneral unter dem Warlord Cao Cao zur Zeit der Drei Reiche im alten China.
Cao Chun wurde 170 als jüngerer Bruder Cao Rens geboren. Als er 13 Jahre alt war, starb sein Vater und die Brüder übernahmen den Familienbesitz mit einigen hundert Dienern, den Cao Chun sehr gut verwaltete. Er umgab sich damals auch mit Scholasten.
187 begab sich Cao Chun an den Kaiserhof nach Luoyang, um Sprecher des Kaisers Han Lingdi zu werden. 189 schloss er sich der Armee seines Vetters Cao Cao an und folgte ihm in den Krieg gegen Dong Zhuo.
Während der Belagerung von Yuan Tan in Nanpi (205) kommandierte Cao Chun die Tiger- und Leopardenkavallerie, eine Elitetruppe. Trotz der anfänglichen Misserfolge Cao Caos gelang es Cao Chun, Yuan Tans Festung einzunehmen.
In der darauffolgenden nördlichen Expedition gegen die Wuhuan-Stämme zeichnete sich Cao Chuns Truppe erneut im Kampf aus. Die Reiter nahmen Ta Dun gefangen, den Herrn von Wuwan. Dafür wurde Cao Chun zum Marquis von Gaoling ernannt.
208 folgte Cao Chun seinem Vetter auf die südliche Kampagne zur Einnahme von Jingzhou. In Xiangyang wurde Cao Chun mit seinen Männern vorausgeschickt, um Liu Bei zu verfolgen. Sie holten ihn bei Changban ein und nahmen neben seiner Frau und seinem Sohn Liu Shan auch zahlreiche Soldaten gefangen.
Cao Chun zog weiter nach Süden, um die strategisch wichtige Stadt Jiangling einzunehmen, die starke Befestigungen und eine Flotte von Flussschiffen hatte. Danach kehrte er in seine Heimatstadt zurück, wo er 210 starb. Nach dem Buch von Wei liebte Cao Cao ihn so sehr, dass er keinen in sein Kommando nachfolgen lassen wollte.
Im Jahre 220 verlieh Cao Caos Nachfolger Cao Pi Cao Chun postum den Titel Marquis Wei.